# الباروميتر العربي

الباروميتر العربي عبارة عن شبكة بحثية محايدة توفر نظرة للمواقف والقيم الاجتماعية والسياسية والاقتصادية للمواطنين العاديين في جميع أنحاء العالم العربي. وقد أجرت استطلاعات الرأي العام في منطقة الشرق الأوسط وشمال أفريقيا (MENA) منذ عام 2006.    تعتبر الشبكة أكبر مستودع للبيانات المتاحة للعامة حول آراء الرجال والنساء في منطقة الشرق الأوسط وشمال إفريقيا. أجرى المشروع أكثر من 70000 مقابلة عبر خمس موجات من الاستطلاعات عبر 15 دولة في منطقة الشرق الأوسط وشمال إفريقيا منذ عام 2006.    تم تنظيم المشروع من خلال شراكة بين جامعة برينستون وجامعة ميشيغان وشركاء إقليميين في جميع أنحاء الشرق الأوسط وشمال إفريقيا.  يحكم المشروع لجنة توجيهية تضم أكاديميين وباحثين من منطقة الشرق الأوسط وشمال إفريقيا والولايات المتحدة.

## تاريخ
أسس المشروع الدكتورة أمانى جمال ( جامعة برينستون ) والدكتور مارك تيسلر ( جامعة ميتشيغان ). تم تنفيذ الموجة الأولى في سبع دول من عام 2006 إلى عام 2007. أشرف على العمل الميداني الدكتور فارس البريزات من مركز الدراسات الإستراتيجية في الجامعة الأردنية. غطت الموجة الثانية 10 دول (2010-11) وامتدت لأحداث الانتفاضات العربية. أسفرت نتيجة الثورات في مصر وتونس عن توسيع نطاق التغطية لتشمل هذه القضايا. أشرف على العمل الميداني الدكتور محمد المصري من مركز الدراسات الاستراتيجية. تم إجراء الموجة الثالثة (2012-2014) في 12 دولة وقاد العمل الميداني الدكتور وليد الخطيب والدكتورة سارة عبابنة من مركز الدراسات الاستراتيجية.
عام 2014 تم تعيين الدكتور مايكل روبينز مديرًا للمشروع وأشرف على العمل الميداني في الموجتين 4 و 5. وفي الوقت نفسه، انتقل المشروع إلى نموذج مع شركاء أساسيين في جميع أنحاء المنطقة، بما في ذلك مركز الدراسات الاستراتيجية في الجامعة الأردنية، والمركز الفلسطيني للبحوث السياسية والمسحية، و ون تو ون للأبحاث واستطلاعات الرأي (تونس)، والمركز الاجتماعي. ومعهد البحوث الاقتصادية المسحية بجامعة قطر.
تم تنفيذ الموجة الرابعة عبر 7 دول عام 2016. تم تنفيذ الموجة الخامسة (2018-2019) في 12 دولة وتضمنت أحجام عينات أكبر (2400 مستجيب) في معظم البلدان. في المجموع، تم إجراء أكثر من 25000 استبيان، مما يجعل هذا الاستقصاء أكبر واعمق استقصاء متاح للعامة تم إجراؤه على الإطلاق في جميع أنحاء الشرق الأوسط وشمال إفريقيا.  تم إجراء الاستطلاع بالشراكة مع بي بي سي عربي. تمت تغطية النتائج أيضًا في وسائل الإعلام الرئيسية في جميع أنحاء العالم بما في ذلك الإيكونوميست،  واشنطن بوست،    نيويورك تايمز،  الغارديان،  قناة الجزيرة،  دويتشه فيله،  وديلي ستار،  من بين آخرين.

## المنهجية
يتم إجراء جميع المقابلات مع مواطني الدولة الذين يبلغون من العمر ثمانية عشر عامًا أو أكثر. يتم أخذ العينات بطريقة علمية للتأكد من أن النتائج ممثلة للبلد. يتم إجراء الاستطلاعات وجهاً لوجه في مكان إقامة المدعى عليه.  

## الموجات
- مسح الموجة الأولى (2006-2007) في 7 دول: الجزائر والبحرين (2009) والأردن ولبنان والمغرب وفلسطين واليمن.
- مسح الموجة 2 (2010-2011) في 10 دول: الجزائر ومصر والعراق والأردن ولبنان وفلسطين والسعودية والسودان وتونس واليمن.
- مسح الموجة 3 (2012-2014) في 12 دولة: الجزائر ومصر والعراق والأردن والكويت ولبنان وليبيا والمغرب وفلسطين والسودان وتونس واليمن.
- مسح الموجة 4 (2016) في 7 دول: الجزائر ومصر والأردن ولبنان والمغرب وفلسطين وتونس.
- مسح الموجة 5 (2018-19) في 12 دولة: الجزائر ومصر والعراق والأردن والكويت ولبنان وليبيا والمغرب وفلسطين والسودان وتونس واليمن.

## اللجنة التوجيهية
- د.درويش العمادي - جامعة قطر
- د.زيد عيادات - الجامعة الأردنية
- د.أماني جمال - جامعة برينستون
- يوسف المؤدب - ون تو ون للبحوث والاستطلاعات
- دكتور مايكل روبينز - جامعة برينستون
- خليل الشقاقي - المركز الفلسطيني للبحوث السياسية والمسحية
- دكتور مارك تيسلر - جامعة ميتشيغان

## روابط خارجية
- الموقع الرسمي الباروميتر العربي